# Stevns klint og Møns klint
|  | Denne artikel er oprettet af botten Steenthbot ud fra en ekstern database. Den kan derfor have sproglige fejl eller mangler. Denne skabelon kan fjernes efter kontrol af indholdet. |

Stevns klint og Møns klint er en dansk eksperimentalfilm fra 1969 instrueret af Per Kirkeby.